# Museo del lavoro e della civiltà rurale
Il Museo del lavoro e della civiltà rurale è un museo situato a San Gervasio, nel comune di Palaia.

## Storia e descrizione
Sede del centro didattico Giuseppe Menichetti, venne creato nel 1984 da Giuseppe Menichetti e da Maria Laura Tommasini.
Prima raccolta etnografica e antropologica della zona della Valdera, il museo, ospitato in una casa colonica di stile pisano, riproduce la tipica casa contadina a partire dalla cantina per finire alla stalla.
Il museo è ad oggi totalmente gestito da volontari e molte sono ancora le attività di cui si rende promotore, attività e laboratori didattici, pomeriggi culturali, notte dei musei, campagna regionale "Amico museo".
Il museo inoltre possiede una biblioteca di oltre 300 volumi, fra cui testi specialistici sul mondo dell'agricoltura, dei vecchi mestieri, delle devozioni popolari e della cucina contadina.
Adiacente al museo, nell'oratorio di San Colombano ricostruito nel 1600, e collocata l'esposizione di libri devozionali e arredi sacri usati tra Ottocento e Novecento nella parrocchia di San Gervasio.
È possibile visitare il museo su appuntamento, così come partecipare ad un laboratorio didattico, ai corsi di erboristeria e alla consultazione della biblioteca.
Nel 2015 l'azienda agricola San Gervasio di Tommasini Luca & C. s.a.s. (proprietaria dell'immobile dove si trova il Museo gestito dalla figlia di Giuseppe Menichetti e Laura Tommasini, Chiara Menichetti) ha chiesto il concordato preventivo (n. 39/2015) presso il Tribunale di Pisa e il futuro del Museo appare precario.